# Pulvinaria obscura
Pulvinaria obscura är en insektsart som beskrevs av Robert Newstead 1894. Pulvinaria obscura ingår i släktet Pulvinaria och familjen skålsköldlöss. Inga underarter finns listade i Catalogue of Life.